# Maison de Walsee
La maison de Walsee (ou von Wallsee, Walchsee, Walse, Walsse, Wallssee, Waldze, en italien Valsa) est une famille noble, originaire de Souabe.
Avec Eberhard von Walsee († 1288), un partisan du comte Rodolphe de Habsbourg au titre de roi des Romains, cette dynastie a aussi pris racine dans le sud-est des pays germaniques. Si Eberhard n'a joué aucun rôle politique, ses fils et leurs descendants se hissèrent rapidement au premier rang de la cour des Habsbourg. Ainsi quatre lignées de cette famille s'assurèrent en quelques décennies richesse et prestige : la lignée de Linz (éteinte vers 1400), celle de l’Enns (la plus riche, éteinte en 1483), celle de  Graz (éteinte dès 1363) et celle de Drosendorf (éteinte vers 1400). Une des lignées obtint la charge héréditaire de sénéchal, une autre celle de chambellan d'Autriche. À l'extinction des seigneurs d’Emmerberg ils y ajoutèrent la charge d'écuyer tranchant de Styrie. Par mariage, héritage et donations, ils s'imposèrent comme d'importants propriétaires terriens aussi bien en Basse qu'en Haute-Autriche, en Styrie, en Carinthie, en Carniole et en Istrie. En 1331 les Walsee parvinrent à racheter aux Habsbourg leur domaine originel de Souabe, Bad Waldsee.
Les seigneurs de Waldsee étaient cousins des barons de la Maison de Duino (Maison de Tour et Taxis).